# Stafford (Ohio)
Stafford è un villaggio degli Stati Uniti d'America, situato in Ohio e in particolare nella contea di Monroe.